# Herman van Engeland
Herman van Engeland (* 1. Mai 1943 in Winterswijk/Niederlande; † 12. Mai 2016) war ein niederländischer Mediziner, Kinder- und Jugendpsychiater und Hochschullehrer.

## Leben
Van Engeland besuchte das Gymnasium in Winterswijk. Nach Abitur und Wehrdienst studierte er Medizin in Utrecht und legte 1969 das Staatsexamen ab. Danach wandte er sich der Psychiatrie und später insbesondere der Kinder- und Jugendpsychiatrie zu. Er wurde 1984 auf den Lehrstuhl für Kinder- und Jugendpsychiatrie an der Universität Utrecht berufen. Hier arbeitete er insbesondere zur Autismusforschung, zur Entwicklungspsychopathologie, zur Ätiologie von Essstörungen und zu früh manifesten Entwicklungsstörungen. Von 1991 bis 1995 war er Präsident der europäischen Gesellschaft für Kinder und Jugendpsychiatrie (ESCAP) und von 1994 bis 2004 Vizepräsident der Internationalen Gesellschaft für Kinder und Jugendpsychiatrie (IACAPAP). Zudem war er Mitbegründer der Europäischen Zeitschrift für Kinder und Jugendpsychiatrie (ECAP). Des Weiteren war van Engeland Mitherausgeber des Werkes „European Child and Adolescent Psychiatry“. Van Engeland war Ehrenmitglied der Deutschen Gesellschaft für Kinder- und Jugendpsychiatrie, Psychosomatik und Psychotherapie. Zum Anlass seiner 2008 erfolgten Emeritierung wurde er von Königin Beatrix zum Offizier des Ordens von Oranien-Nassau ernannt. Mit seiner Frau Herma, die er bereits zu Schulzeiten kennenlernte, hatte er zwei Kinder.

## Schriften (Auswahl)
- mit Helmut Remschmidt (Hrsg.): Child and Adolescent Psychiatry in Europe. Historical Development Current Situation Future Perspectives, Springer 1999, ISBN 9783642960055.